# Санта-Фйора
Санта-Фйора (італ. Santa Fiora) — муніципалітет в Італії, у регіоні Тоскана, провінція Гроссето.
Санта-Фйора розташована на відстані близько 130 км на північний захід від Рима, 110 км на південь від Флоренції, 40 км на схід від Гроссето.
Населення — 2640 осіб (2014).

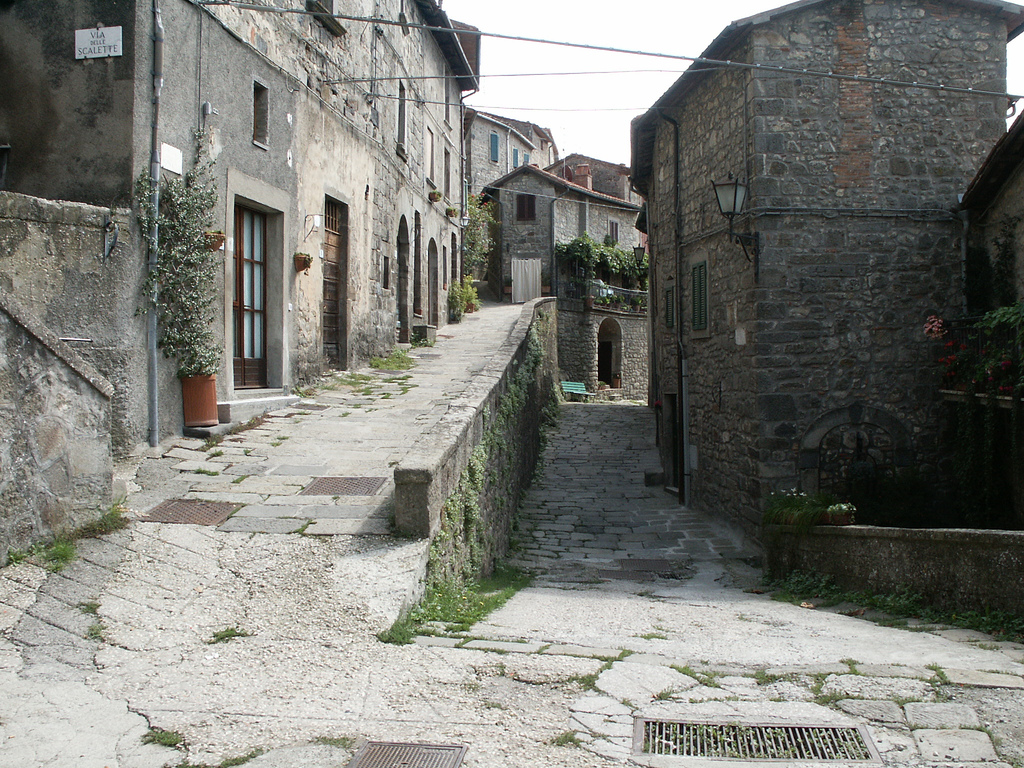

Щорічний фестиваль відбувається 29 липня. Покровитель — Santa Flora.

## Демографія
Населення за роками:

Станом на 1 січня 2023 року в муніципалітеті офіційно проживали 343 іноземці з 34 країн, серед них 176 громадян країн Євросоюзу та 8 громадян України.

## Сусідні муніципалітети
- Аббадія-Сан-Сальваторе
- Арчидоссо
- Кастель-дель-П'яно
- Кастелл'Аццара
- П'янкастаньяіо
- Роккальбенья
- Семпроніано